# Kragenband-Teppichhai
Der Kragenband-Teppichhai (Parascyllium collare) ist eine Haiart aus der Familie der Kragenteppichhaie. 

## Verbreitungsgebiet und Gefährdung

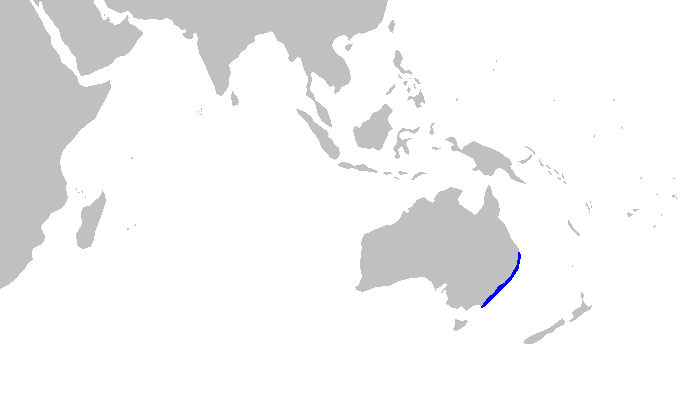
Verbreitungsgebiet des Kragenband-Teppichhais (blau)

Der Kragenband-Teppichhai ist endemisch vor der australischen Ostküste. Dort kommt er von Mooloolaba in Queensland bis nördlich von Gabo Island in Victoria vor. Die Weltnaturschutzunion stuft die Art als nicht gefährdet (least concern) ein.

## Merkmale
Die Art ist sehr langgestreckt und schlank und erreicht eine Länge von bis zu 87 cm. Ihr Körper ist hellgelb bis rotbraun, auf Höhe der Kiemen trägt sie eine dunkelbraune Färbung, der sie ihren Namen verdankt. Fünf dunklere Sättel verteilen sich über Rücken und Schwanz, schwarze Punkte über Rücken, Schwanz und Flossen.

## Lebensweise
Der Kragenband-Teppichhai lebt auf dem Kontinentalschelf in Tiefen zwischen 20 und 160 m, meist in der Nähe von Felsriffen oder über festem Boden. Er ist wie die meisten Haie ein Raubfisch, über sein Beuteschema ist wenig bekannt. Die Art ist ovipar und legt ihre Eier in flachen, langen Hüllen.